# Saint-Benoît (Vienne)
Saint-Benoît település Franciaországban, Vienne megyében. Lakosainak száma 7306 fő (2022. január 1.). Saint-Benoît Ligugé, Mignaloux-Beauvoir, Nouaillé-Maupertuis, Poitiers és Smarves községekkel határos.

## Népesség
A település népessége az elmúlt években az alábbi módon változott:
| Lakosok száma | 7096 | 7088 | 7351 | 7233 | 7266 | 7267 | 7308 | 7307 | 7306 |
|               | 2013 | 2015 | 2016 | 2017 | 2018 | 2019 | 2020 | 2021 | 2022 |